# Sacculina semistriata
Sacculina semistriata is een krabbezakjessoort uit de familie van de Sacculinidae. De wetenschappelijke naam van de soort is voor het eerst geldig gepubliceerd in 1925 door Van Kampen & Boschma.